# Куликова, Нэлли Викторовна
Нэлли Викторовна Куликова (14 марта 1945, Ковров — 26 октября 2009, Орехово-Зуево, Московская область) — бригадир штукатуров строительно-монтажного поезда № 573 треста «Тындатрансстрой» Министерства транспортного строительства СССР, Амурская область. Герой Социалистического Труда (1990).

## Биография
В 1974 году по комсомольской путёвке отправилась на строительства Байкало-Амурской магистрали. Трудилась штукатуром в Тынде. Позднее была назначена бригадиром комсомольско-молодёжной бригады штукатуров строительно-монтажного поезда (СМП) № 573 треста «Тындатрансстрой». Участвовала в строительстве различных промышленных и социальных объектов Тынды.
Указом № 546 Президента СССР Михаила Сергеевич Горбачёва «О присвоении звания Героя Социалистического Труда участникам сооружения Байкало-Амурской железнодорожной магистрали» от 10 августа 1990 года «за большой вклад в сооружение Байкало-Амурской железнодорожной магистрали, обеспечение ввода в постоянную эксплуатацию на всем её протяжении и проявленный трудовой героизм» удостоена звания Героя Социалистического Труда с вручением ордена Ленина и золотой медали «Серп и Молот».
Проживала в городе Орехово-Зуево Московской области. Умерла 26 октября 2009 года. Похоронена на Новом Малодубенском кладбище города.
Награды
- Герой Социалистического Труда
- Орден Ленина
- Орден Знак Почёта (29.04.1985).